# Volvo 760

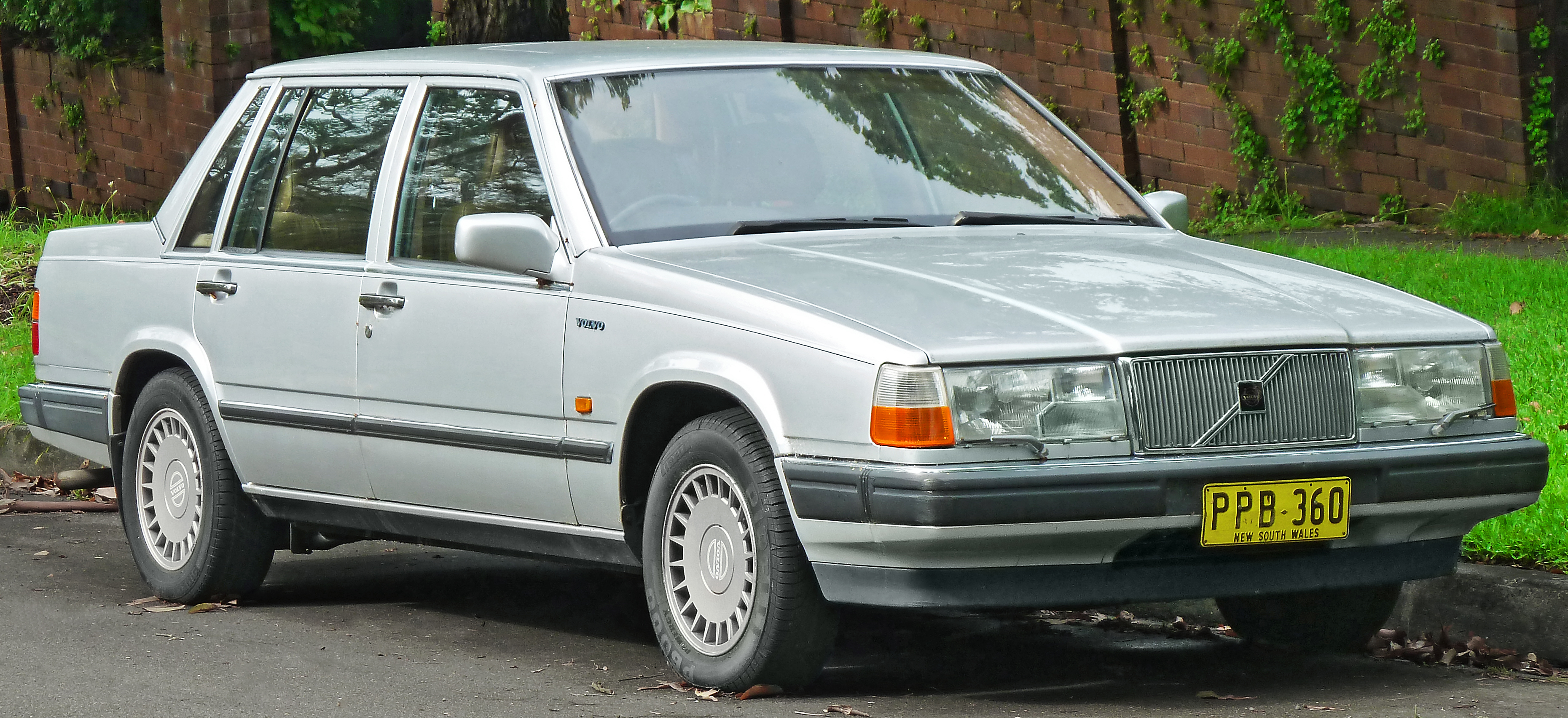
Volvo 760.

El Volvo 760 es un automóvil del segmento E que fue lanzado por la marca sueca Volvo en febrero de 1982 y fabricado hasta 1992. 
Inicialmente montaba el motor B28E, fruto de un consorcio denominado PRV (Peugeot-Renault-Volvo): un V6 a 90° de 2.8 litros de cilindrada, íntegramente de aluminio, con inyección mecánica K-Jetronic, y distribución por cadena, que desarrollaba 156 CV. 
Motor longitudinal, tracción trasera, eje trasero rígido, suspensión por muelles helicoidales, delantera McPherson. El "6" aludía al número de cilindros.
Poco después se lanzó el motor diésel D24TIC, un 6 cilindros en línea de origen VAG, que desarrollaba 115 CV.
Las líneas, muy angulosas, correspondían al gusto del momento, sobre todo del mercado norteamericano, el mayor objetivo de exportación. Era heredero del Volvo Concept Car (VCC) presentado en 1980.
A partir de 1983 se ofrecerá un motor turbo, el B23 ET, de cuatro cilindros, de la misma familia "motor rojo" que los montados en la serie 240 y 360, con una potencia de 173 CV.
En 1988 se introdujeron muchas mejoras, estéticas y mecánicas. El capó delantero, de aluminio y cubriendo los limpiaparabrisas, y el nuevo frontal más redondeado eran las características más notorias.
El interior montaba un climatizador "ECC" ahora totalmente electrónico (el anterior incorporaba elementos servo de vacío). La suspensión trasera pasó a ser independiente multibrazo, llamada "Multi-link". El motor, B280E basado en el B28 E seguía siendo de 2800 cm³, pero incorporaba mejoras en el cigüeñal, la inyección y encendido, ahora totalmente electrónicos.
- Datos: Q1935403
- Multimedia: Volvo 760 / Q1935403